# Röhe

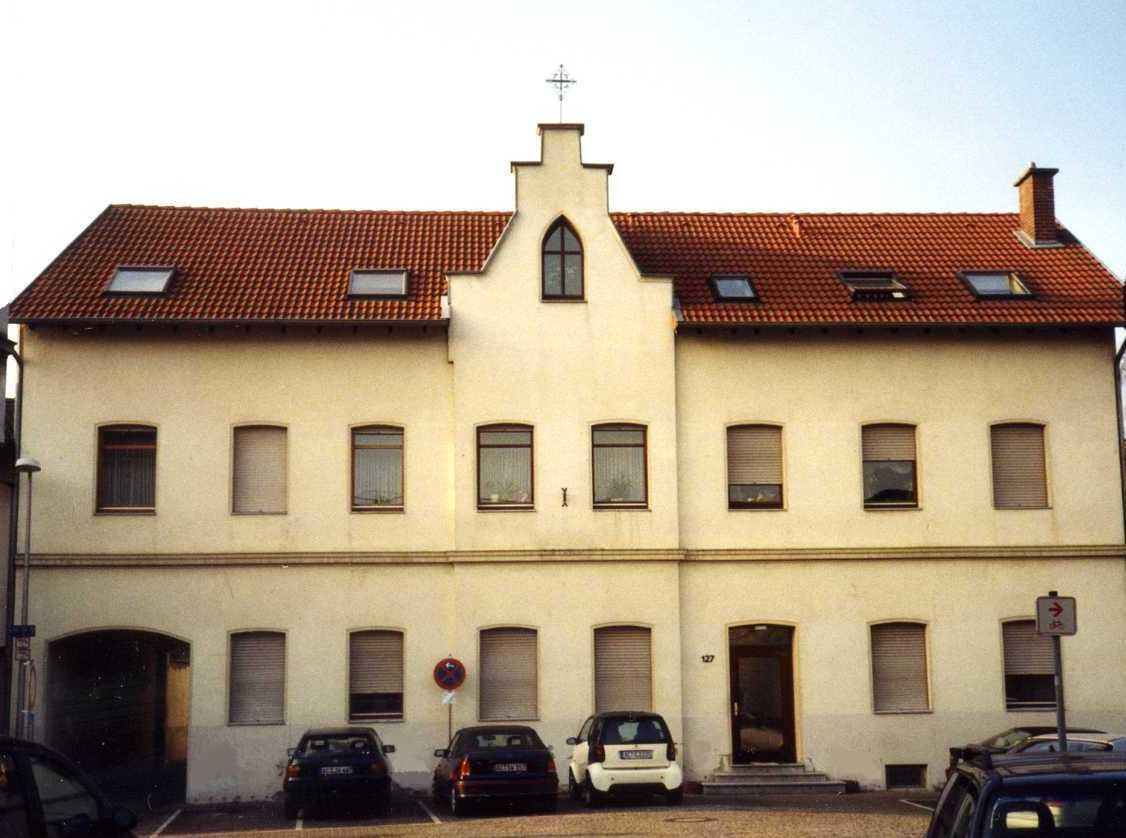
Ehemaliges Nickel-Stift

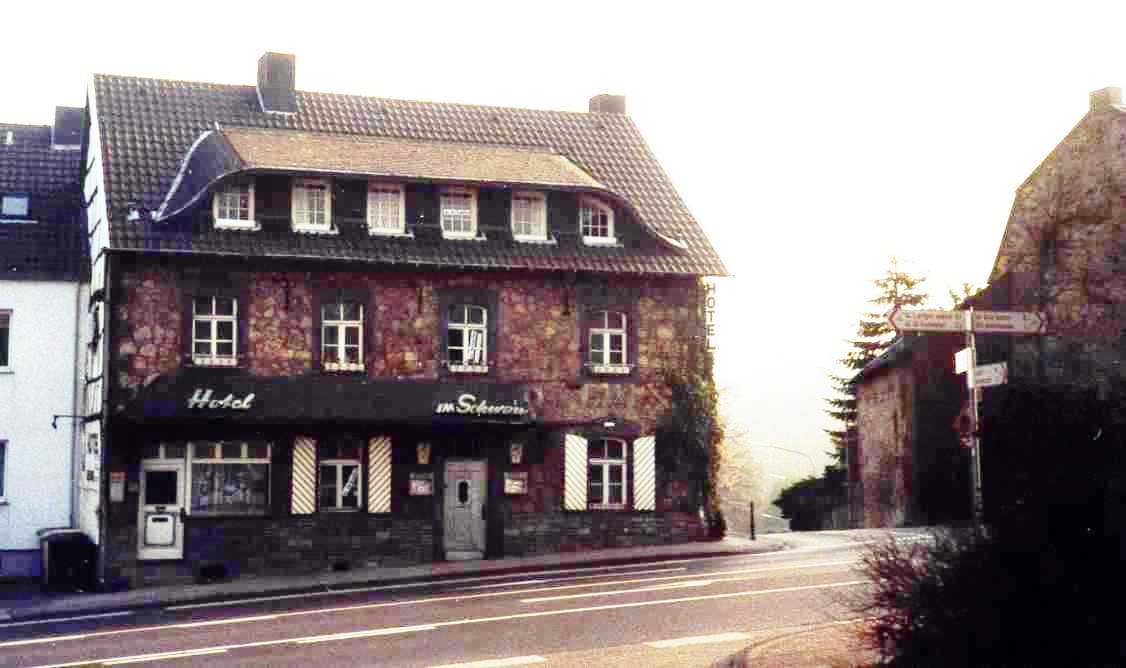
Hotel Schwan mit Einmündung in den Faulen Hering

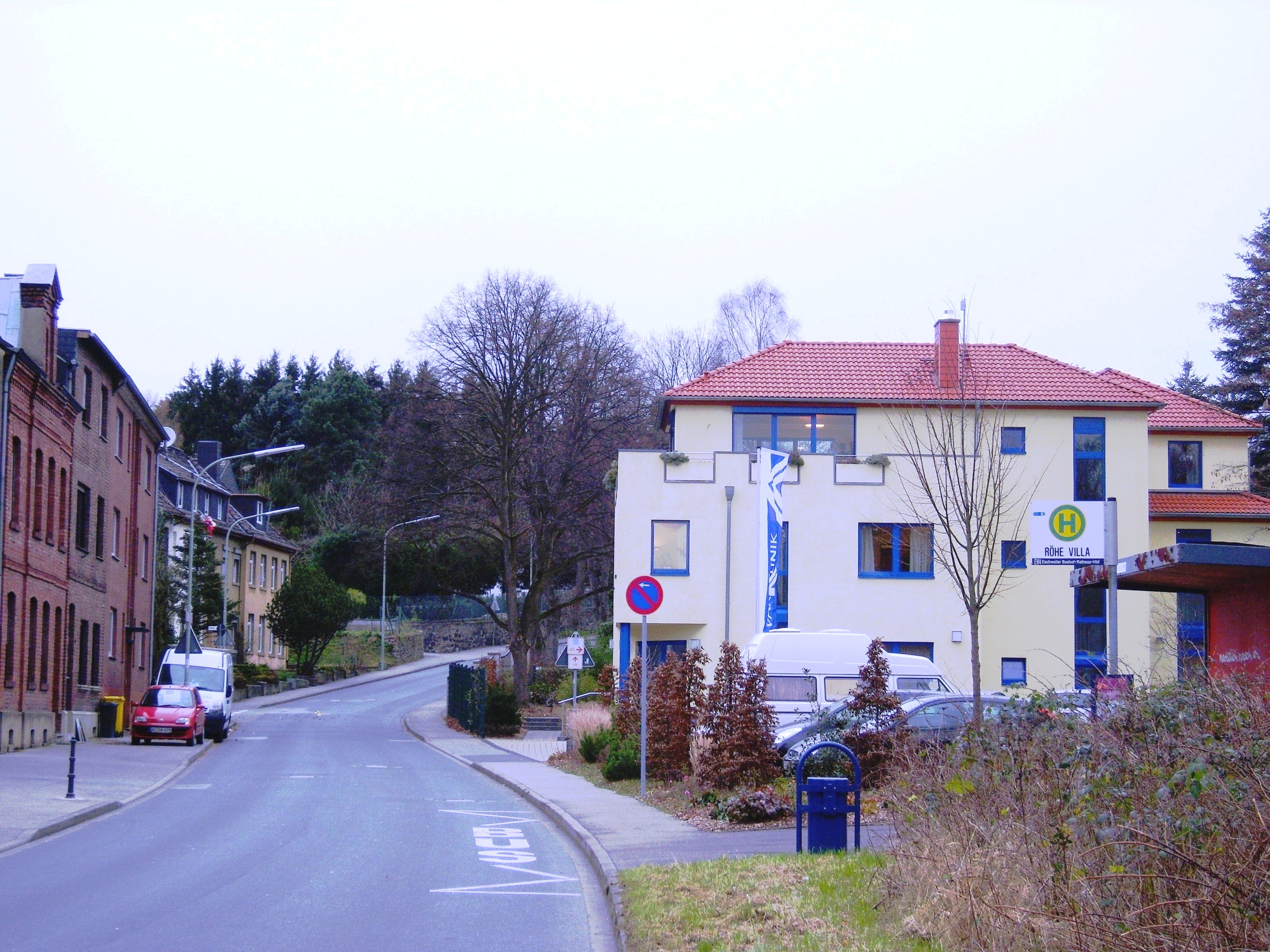
Fauler Hering und Privatklinik

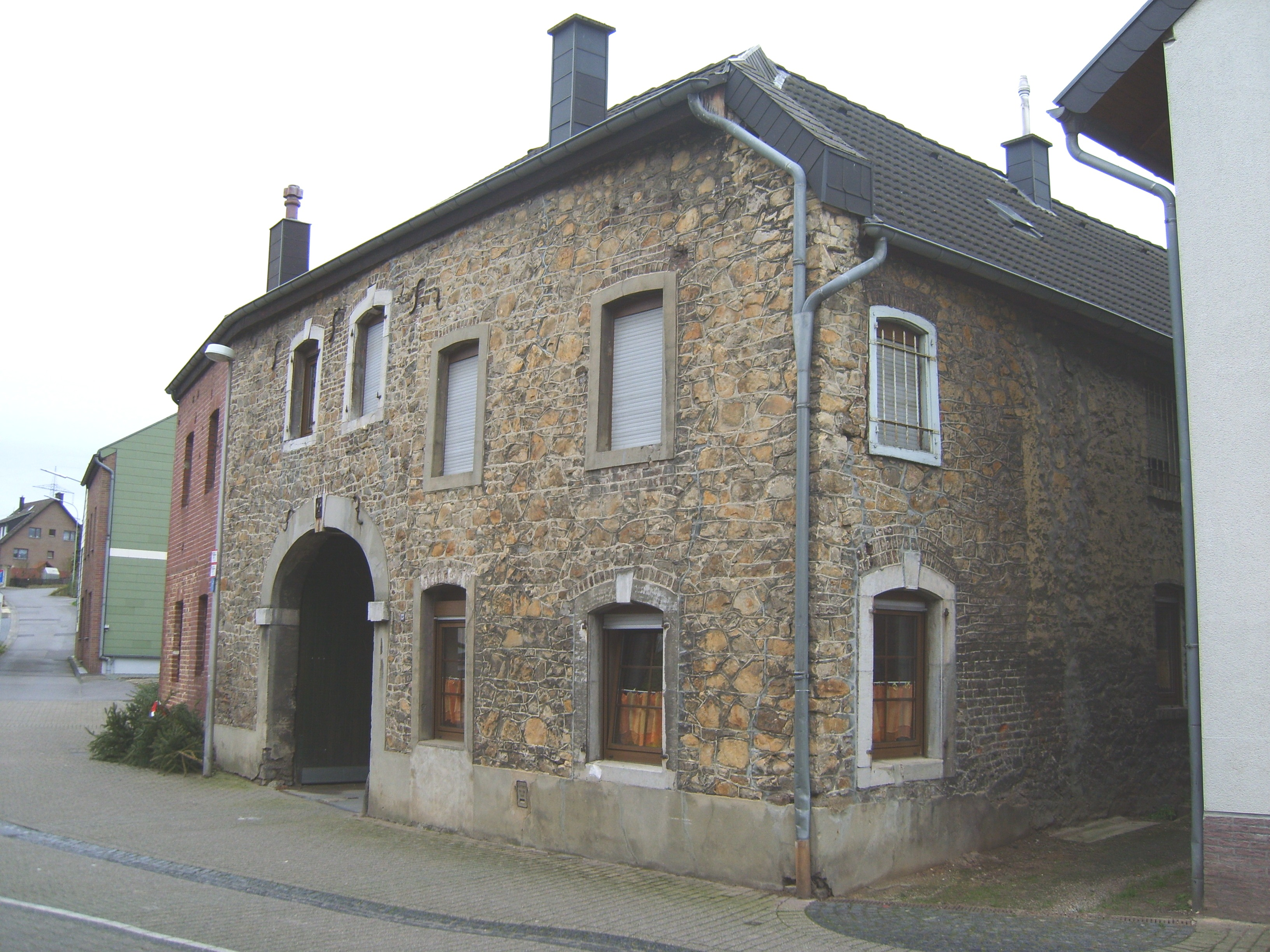
Der Erbhof

Röhe ist ein westlicher Stadtteil von Eschweiler in der nordrhein-westfälischen Städteregion Aachen. Röhe liegt fast vollständig in einer Hanglage am Rande des Eschweiler Indetals, entlang einer napoleonischen Chaussee, die heute die B 264 bildet. Darüber hinaus teilt die Autobahn A4 Röhe in Nord- und Südröhe.
Die sehr abschüssige Röher Straße, welche von der Bundesstraße am Orientierungspunkt Hotel Schwan Richtung Aue abknickt, wird im Volksmund Fauler Hering genannt, was sich wahrscheinlich auf die damaligen Sümpfe im Tal der Inde bezieht.
In Röhe gab es ein Franziskaner-Eremiten-Kloster und das Helene-Nickel-Stift.

## Geschichte
Röhe gilt als wahrscheinlich ältester Rodungsort im Raum Eschweiler vor dem 10. Jahrhundert. Der ursprüngliche Name Riuti mit t lebt in der Mundart im besitzanzeigenden Adjektiv rüet (röher) weiter (gängig: Rüete Jonge: Röher Junge i. S. v. waschechter Röher). Röhe wurde 1346 erstmals urkundlich erwähnt. Genau wie die beiden Eschweiler Stadtteile Bergrath und Röthgen gehört Röhe spätestens seit dem 16. Jahrhundert zum Amt Eschweiler im Herzogtum Jülich.
1879 wird in Röhe der Komponist und Musikdirektor Wilhelm Rinkens geboren.
Im Frühjahr des Jahres 1998 wurde in Röhe ein 12 ha großer römischer Gutshof gefunden. Jungsteinzeitfunde sind ebenso bekannt.

### St. Antonius

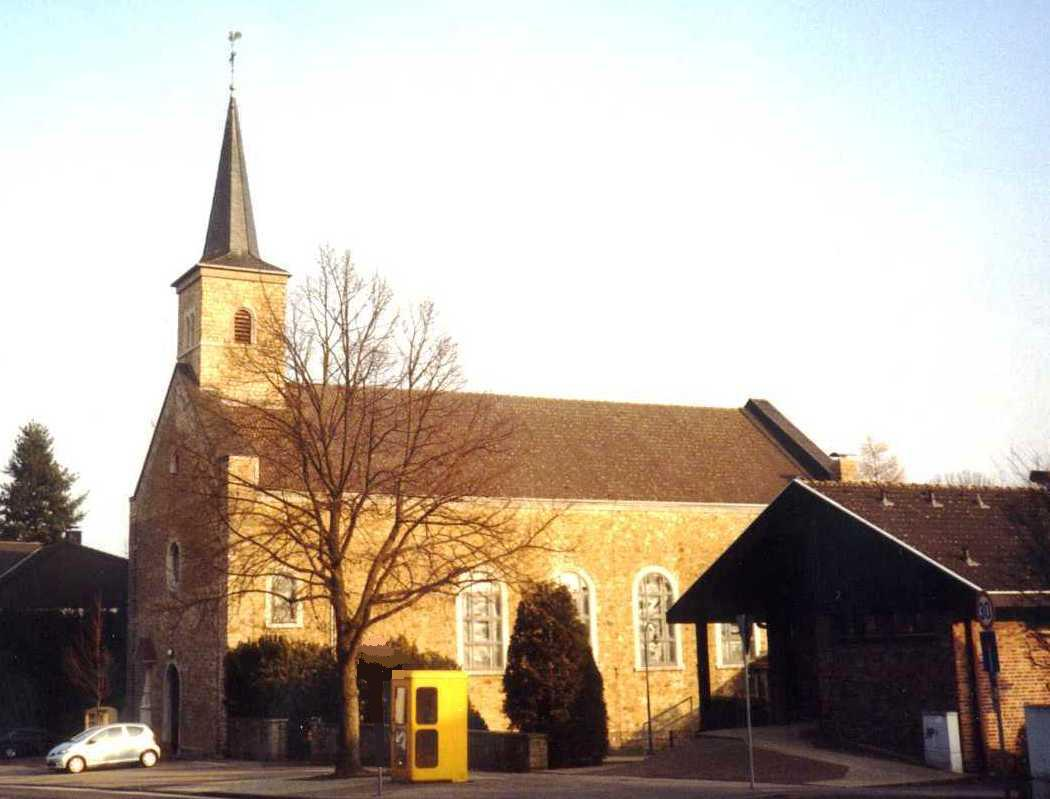
Katholische Pfarrkirche St. Antonius

Die katholische Kirche St. Antonius an der Bundesstraße 264 ist ein Erkennungszeichen von Röhe. Röhe gehörte bis 1845 zur Pfarre St. Peter und Paul in Stadtmitte. Der Bau der 1706 der Heiligen Lucia geweihten Kapelle durch Franziskaner-Eremiten war der erste Schritt auf dem langen Weg zur Selbstständigkeit. Zwar erhob der französische Bischof von Aachen, Marc Antoine Berdolet, 1806 die Kapelle zur Filialkirche von Eschweiler und ernannte Pater F. J. Geller, einen Franziskaner der 1802 aufgehobenen Röher Ordensniederlassung, zum ersten Pfarrer von Röhe, doch bereits zwei Jahre später wurde dies wieder rückgängig gemacht, da die völlig verarmte Gemeinde den geforderten Kirchenneubau nicht zustande brachte. 1843 erbaute der bekannte Aachener Kirchenbaumeister Johann Peter Cremer die heutige Kirche St. Antonius. Die bewusst schlicht und einfach gehaltene klassizistische Hallenkirche war aus heimischen Bruchsteinen gemauert. Sie wurde am 26. August 1845 konsekriert, gleichzeitig erfolgte die endgültige Erhebung zur Pfarrkirche. Im Zweiten Weltkrieg wurde das Gotteshaus erheblich beschädigt und konnte erst 1948 – notdürftig wiederhergestellt – dem Gottesdienst übergeben werden. Unmittelbar nach einer umfassenden Renovierung wurde die Kirche am 15. Mai 1977 durch einen Brand bis auf die Grundmauern zerstört. Beim Wiederaufbau erhielt der Innenraum ein völlig anderes Gesicht. Er ist vor allem geprägt durch die Wirkung des unverputzt gebliebenen Bruchsteinmauerwerks. Inneneinrichtung, Fenstern und Eingangsportal sind insgesamt streng und modern gehalten. Zu St. Antonius gehört die St.-Sebastianus-Schützenbruderschaft 1856. Seit dem 1. Januar 2010 ist St. Antonius erneut Filialkirche der Pfarre St. Peter und Paul.

### Einwohnerentwicklung
| Entwicklung | Jahr  | Einwohner |
| --- | ----- | --------- |
| Die zur Anzeige dieser Grafik verwendete Erweiterung wurde dauerhaft deaktiviert. Wir arbeiten aktuell daran, diese und weitere betroffene Grafiken auf ein neues Format umzustellen. (Mehr dazu) |       |           |
| 2013 | 2.401 |           |
| 2014 | 2.409 |           |
| 2015 | 2.436 |           |
| 2016 | 2.427 |           |
| Quelle: . Werte jeweils zum 31. Dezember des Jahres. |       |           |

## Mundart
Mundartname von Röhe: Rüü. Da rüü im Dialekt nicht nur Röhe, sondern auch roh bedeutet, nennt der Röher Karnevalsverein sich De Onjekauchde (hochdeutsch: Die Ungekochten).

## Vereinsleben
- Karnevalsverein De Onjekauchde
- Maiclub Eschweiler – Röhe
- TFB Röhe
- Trommler- und Pfeiferkorps Eschweiler – Röhe 1922 e. V.
- Pfadfinderstamm Deutschritter Eschweiler-Röhe
- MGV St. Gregorius 1861 Eschweiler-Röhe
- Berg Tabor e. V.
- Brieftaubenzuchtverein 01172 Luftpost-Röhe von 1903

## Privatklinik Eschweiler

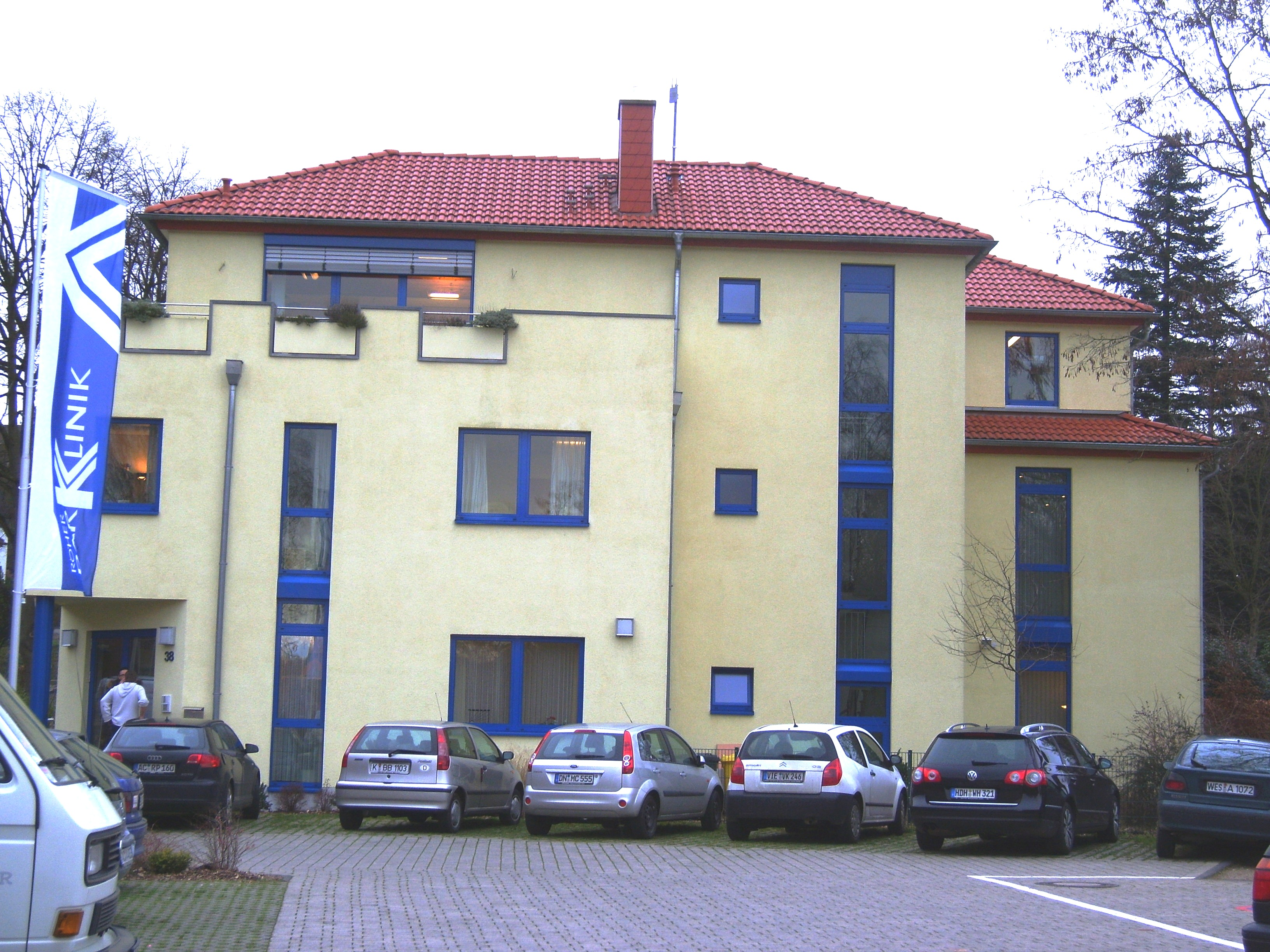
Privatklinik Eschweiler

Die Privatklinik Eschweiler ist eine Klinik und Tagesklinik für Psychotherapeutische Medizin. Sie verfügt über 19 stationäre und 14 tagesklinische Behandlungsplätze. Ambulant werden tiefenpsychologisch fundierte Einzel- und Gruppentherapien, systemisch-integrative Familienaufstellungen, Verhaltenstherapie, Kreativtherapien sowie systemische Paar- und Familientherapien durchgeführt. Angeschlossen ist die Akademie für Psychosomatik in der Arbeitswelt. Medizinischer Leiter ist Wolfgang Hagemann. Trägerin ist die Privatklinik Eschweiler GmbH. Die Privatklinik wurde 1996 gegründet. Seit Januar 2007 gehört die Röher Villa zur Privatklinik Eschweiler. Der Park der Klinik beläuft sich somit auf mehr als 9000 Quadratmeter.

## Weitere Organisationen
- Röhe ist Stützpunkt des Löschzuges (LZ) 22 der Eschweiler Freiwilligen Feuerwehr. Der Zug besteht aus zurzeit 18 aktiven Mitgliedern und einem Löschgruppenfahrzeug, Typ LF 10/6.

## Verkehr

### ÖPNV
Der Ortsteil wird von den AVV-Buslinien EW4, 28 und 52 der ASEAG bedient. Diese verbinden Röhe unmittelbar mit dem Eschweiler Bushof, den Stadtteilen Aue, Hehlrath, Kinzweiler und St. Jöris sowie mit Aachen und Alsdorf.
| Linie | Verlauf |
| ----- | --- |
| 28    | Alsdorf-Annapark – Schaufenberg – Siedlung Ost – Mariadorf – Hoengen – Warden – Kambach – Kinzweiler – Hehlrath – Röhe – Eschweiler Bushof – Rathaus – Herz-Jesu-Kirche – Weisweiler – Hücheln (– Langerwehe Bf – Langerwehe Schulzentrum) |
| 52    | (Hücheln – Weisweiler –) Eschweiler Südstraße – Rathaus – Eschweiler Bushof – Röhe – Talbot – Ludwig Forum – Aachen Bushof |
| EW4   | Eschweiler Bushof – Röhe – Aue / St. Jöris |

### Fernstraßen
Die nächsten Autobahnanschlüsse sind Eschweiler-West an der A 4 und – etwas entfernter – Broichweiden an der A 44. Röhe liegt entlang der B 264.

### Eisenbahn

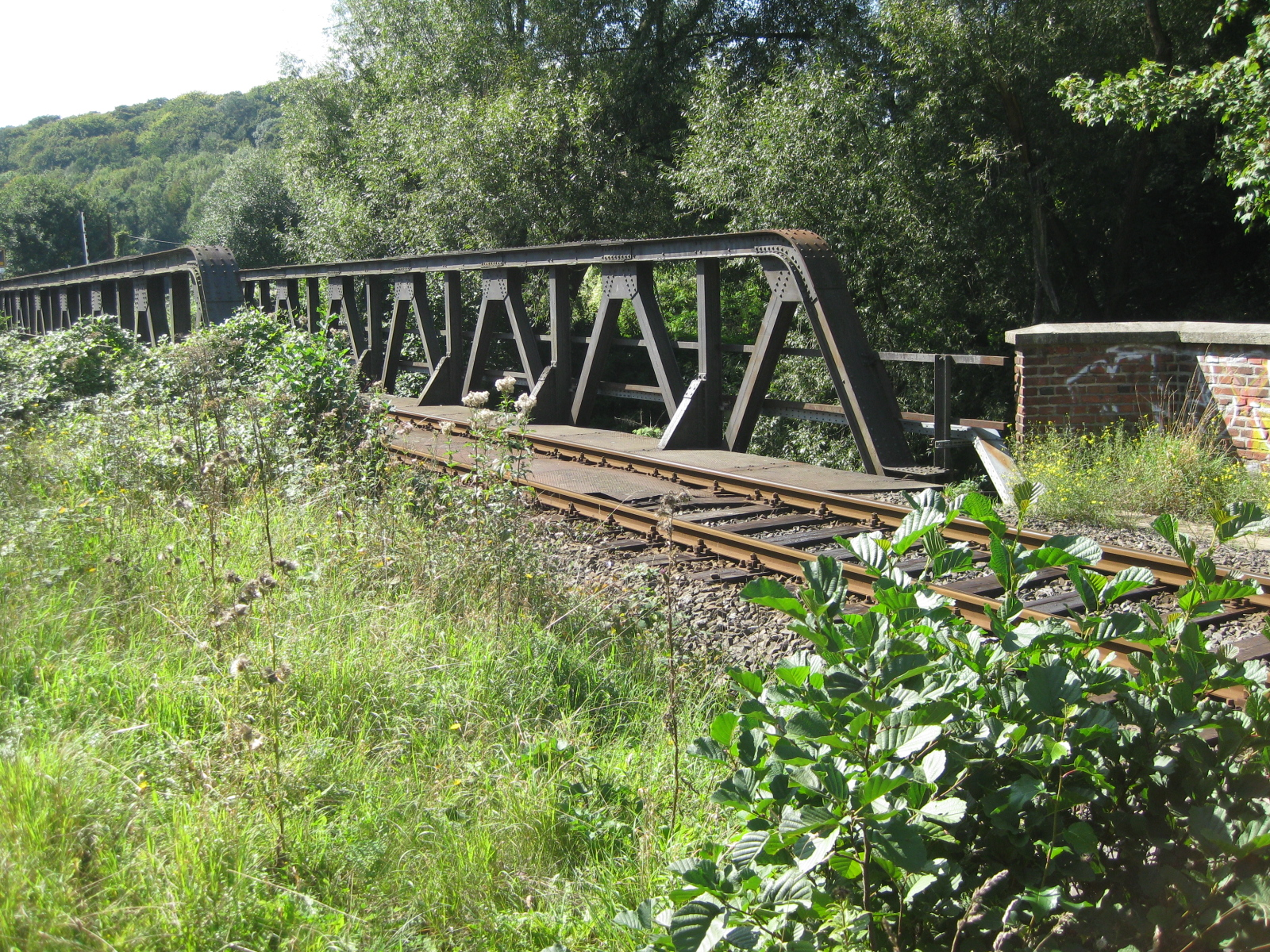
Ehemaliger Haltepunkt

Die nächsten Anschlüsse an den Schienenverkehr sind der Euregiobahn-Haltepunkt Eschweiler West an der Talbahnlinie und Eschweiler Hbf an der Schnellfahrstrecke Köln–Aachen.
Vom 18. Mai 1952 bis zum 30. Mai 1981 bestand ein Haltepunkt Röhe an der Talbahnlinie.

## Röher Messe
Im Jahr 2007 widmete Franz Surges seinem langjährigen Schaffensort Röhe eine Komposition und benannte sie die Röher Messe.